# Stanislav Namașco
Stanislav Namașco (Tiraspol, 10 de novembro de 1986) é um futebolista profissional moldavo que atua como goleiro. 

## Carreira
Em 2008, Namașco ganhou o Campeonato Moldavo de Futebol e a Copa Moldava, ambos pelo Sheriff. Em maio de 2011, ele realizou uma incrível partida pela seleção de seu país contra a Suécia, defendendo um pênalti batido por Zlatan Ibrahimović. Em julho de 2014, Namașco assinou um contrato de dois anos com o AZAL, clube da primeira divisão do Azerbaijão. Dois anos depois, ele assinou um contrato de dois anos com o clube grego Levadiakos.

## Títulos
- Campeonato Moldavo de Futebol: 2008–2009
- Copa Moldava de Futebol: 2008–2009
- Segunda Divisão Russa de Futebol: 2010
- Copa do Azerbaijão: 2020–21